# Ar-Ram
Ar-Ram (arab. الرامّ) – miasto w Autonomii Palestyńskiej (Zachodni Brzeg). Według danych szacunkowych na rok 2008 liczy 33 940 mieszkańców.

## Miasta partnerskie
- Zemun, Serbia